# Keratan-sulfat (kostur)
Keratan-sulfat je vrsta organskog sulfata. Ovaj glikozaminoglikan u vezivnom tkivu tvore ovi nanizani disaharidi: od heksuronskih kiselina to je D-galaktoza, a od heksozamina to je D-glukozamin. Keratan-sulfat nalazimo u hrskavici, nucleusu pulposusu i annulusu fibrosusu.